# Flaminio Cimino
Flaminio Cimino (Pedivigliano, 1600 circa – Pedivigliano, dopo il 1636) è stato un letterato italiano.

## Biografia
Non si conosce molto della biografia di Flaminio Cimino, se si eccettuano gli scarni dati autobiografici contenuti nel suo poemetto in ottave in dialetto calabrese Lu ricattu de Sciglianu (Il riscatto di Scigliano) scritto nel 1636 e pubblicato nel 1749 dall'Accattatis nella Storia di Scigliano. Nel poemetto Cimino afferma di essere un "clericu coniugatu", ossia di essere stato uno di coloro che l'Amabile definiva "diaconi selvaggi", diaconi coniugati che tuttavia la Chiesa riteneva non dovessero essere soggetti alla giurisdizione civile.
Pedivigliano, il paese natale di Cimino, apparteneva, come numerose altre località della valle del Savuto e della Sila Piccola, all'università di Scigliano, un comune della Calabria Citeriore che apparteneva al demanio regio e pertanto godeva di una certa autonomia e di una relativa indipendenza. Nel XVI secolo politica del governo spagnolo, a cui appartenevano l'Italia meridionale e la Sicilia, era quella di vendere ad aristocratici i diritti dei comuni del demanio regio, i quali tuttavia in genere si riscattavano pagando una somma corrispondente a quella pagata dall'acquirente. Questa sorte toccò più volte a Scigliano ceduta di volta in volta ai signori Firrao, di Gennaro e d'Aquino, e riscattata con l'oro dai cittadini.
Il poemetto di Cimino narra della vendita di Scigliano, concessa nel maggio 1631 dal viceré di Napoli, Pedro Afán de Ribera duca d'Alcalá, al principe Cesare d'Aquino, "come se gli abitanti fossero stati un mazzo di cipolle". Spinti dall'amore per la libertà, gli abitanti di Scigliano si tassano per riscattarsi dal prepotente padrone fino al riscatto finale il 12 settembre 1636. Notevoli l'elogio della libertà e l'odio per la tirannide e il disprezzo per la nobiltà feudale.